# Peter Baum (Künstler)

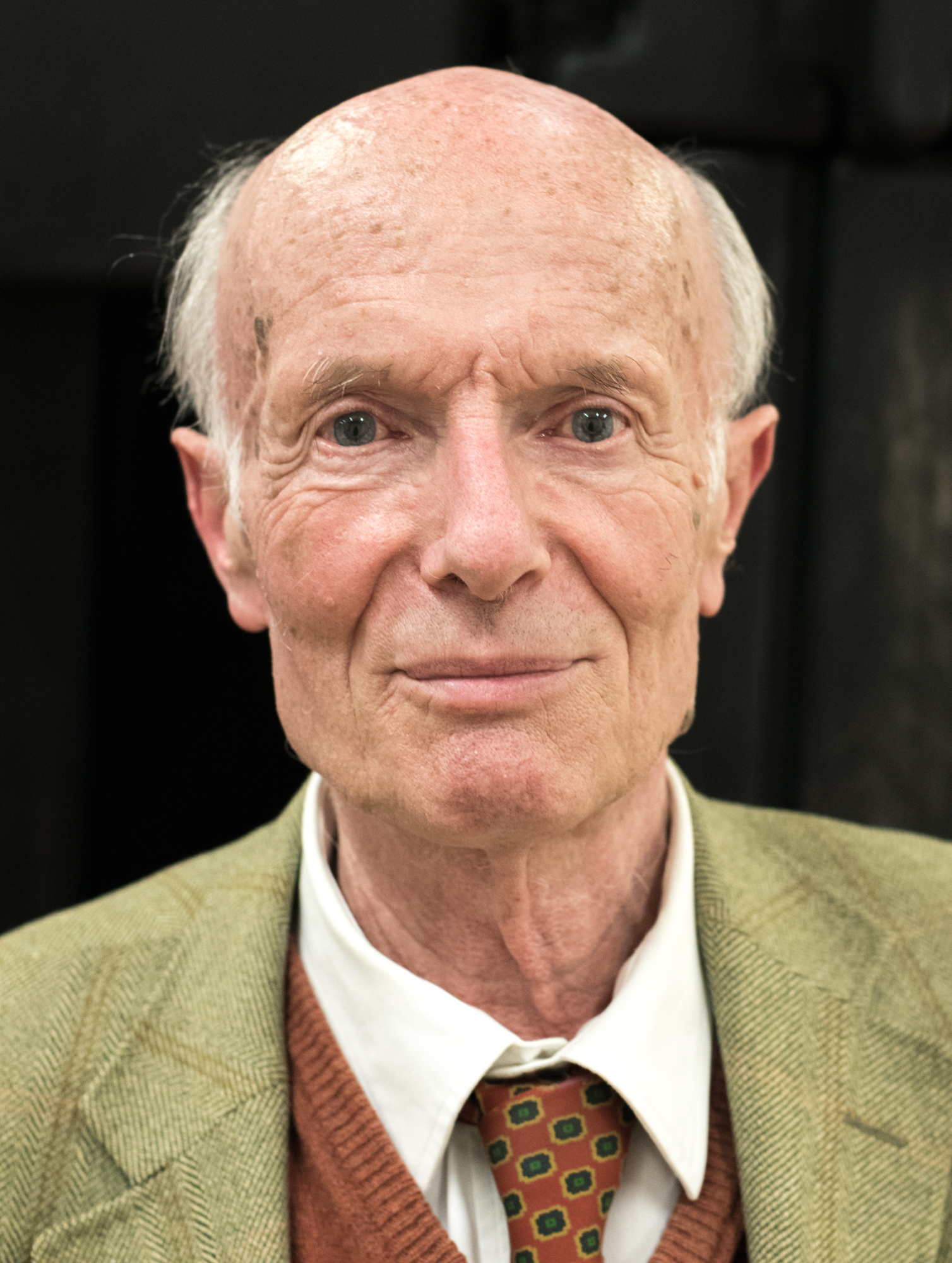
Peter Baum (2019)

Peter Baum (* 11. Februar 1939 in Wien) ist österreichischer bildender Künstler, Museumsleiter, Kurator und Kunstkritiker.

## Leben
Peter Baum besuchte ein Gymnasium und studierte mehrere Semester Jus an der Universität Wien, um dann von 1959 bis 1972 als Grafiker und Maler zu arbeiten. Ab 1962 betätigte er sich als Kunstkritiker, Kulturjournalist und Fotograf für österreichische Zeitungen und Fachzeitschriften. Er war Redaktionsmitglied der Zeitschrift alte und moderne kunst in Wien und leitete mehrere Wiener Galerien. 1973 übersiedelte er nach Linz. 1973 und 1975 war er österreichischer Kommissär für die Kunstbiennale in Venedig. Baum war auch wiederholt Kurator für die Biennale von São Paulo ebenso wie für Biennalen in Sydney, Ljubljana, Nürnberg und Cagnes sur Mer. Ab 1973/74 hielt er an der Hochschule für künstlerische Gestaltung in Linz die Vorlesung über Gegenwartskunst. 1974 übernahm er die Direktion der Neuen Galerie der Stadt Linz.
Seit Mai 2004 ist Peter Baum als Ausstellungskurator, Kunstschriftsteller und Auktionsexperte freischaffend tätig.

## Tätigkeit als Ausstellungskurator
Baum initiierte mit Helmuth Gsöllpointner im Jahre 1977 das forum metall, eine Ausstellung mit Plastiken an der Donaulände in Linz, welches sich zu einer Dauereinrichtung entwickelt hat. In Ausstellungen und Publikationen hat er den österreichischen Expressionismus bekannt gemacht, an den Beispielen von Siegfried Anzinger, Christian Ludwig Attersee, Oskar Kokoschka, Gotthard Muhr, Arnulf Rainer, Karl Rössing, Franz von Zülow. Er ist Herausgeber von Katalogen zu Herbert Bayer, Othmar Zechyr, Alfred Kubin, Emil Schumacher, Forum Metall und Autor von Monografien zu Hans Staudacher, Karl Korab, Peter Kubovsky, Karl Fred Dahmen u. a.

## Galerie- und Museumsleitungen
- 1965–1969 Galerie auf der Stubenbastei, Wien
- 1971–1974 Galerie Schottenring, Wien
- 1974–2003 Neue Galerie der Stadt Linz
- 2003–2004 Lentos Kunstmuseum Linz

## Anerkennungen
- 2000 Österreichisches Ehrenkreuz für Wissenschaft und Kunst I. Klasse

## Publikationen
- Franz von Zülow. 1883–1963. Mit 32 Farbabbildungen und 53 Schwarzweißabbildungen. Herausgegeben von Hans Schaumberger, Molden Edition, Verlag Fritz Molden, Wien 1980, ISBN 3-217-01063-9, 120 Seiten.
- mit Hans Weichselbaum: Jože Ciuha. Aquarelle zu Gedichten. Gedichte von Georg Trakl, Ed. Weihergut, Salzburg 2001, ISBN 3-901125-33-7, Akvareli na pesmi Georga Trakla. Mohorjeva, Celovec 2002, ISBN 3-85013-908-5.
- Expressionismus in Österreich. Figur, Landschaft, Portrait 1900 bis 2000. Werke aus der Neuen Galerie der Stadt Linz. Lentos Kunstmuseum, Linz 2002.[5]
- mit Brigitte Reutner, Elisabeth Nowak-Thaller: Lentos Kunstmuseum Linz: Gemälde - die Sammlung, Katalog, Lentos Kunstmuseum, Linz 2003, ISBN 3-902223-05-7.
- mit Carl Aigner: Peter Baum - Photograph, Bildband, Brandstätter, Wien 2004, ISBN 3-85498-365-4.
- Texte und Photographien, Vorwort von Klaus Albrecht Schröder, Böhlau-Verlag, Wien 2009, ISBN 978-3-205-78335-0.